# Línea dividida
También conocida como "Línea dividida" o "Analogía de la línea", La Línea dividida, una de las tres analogías (junto con la del sol y la de la caverna) ofrecida por Platón en la  República. Platón divide una línea en dos segmentos de distinta longitud; el más largo representa el mundo inteligible, mientras que el más corto representa el mundo sensible. 

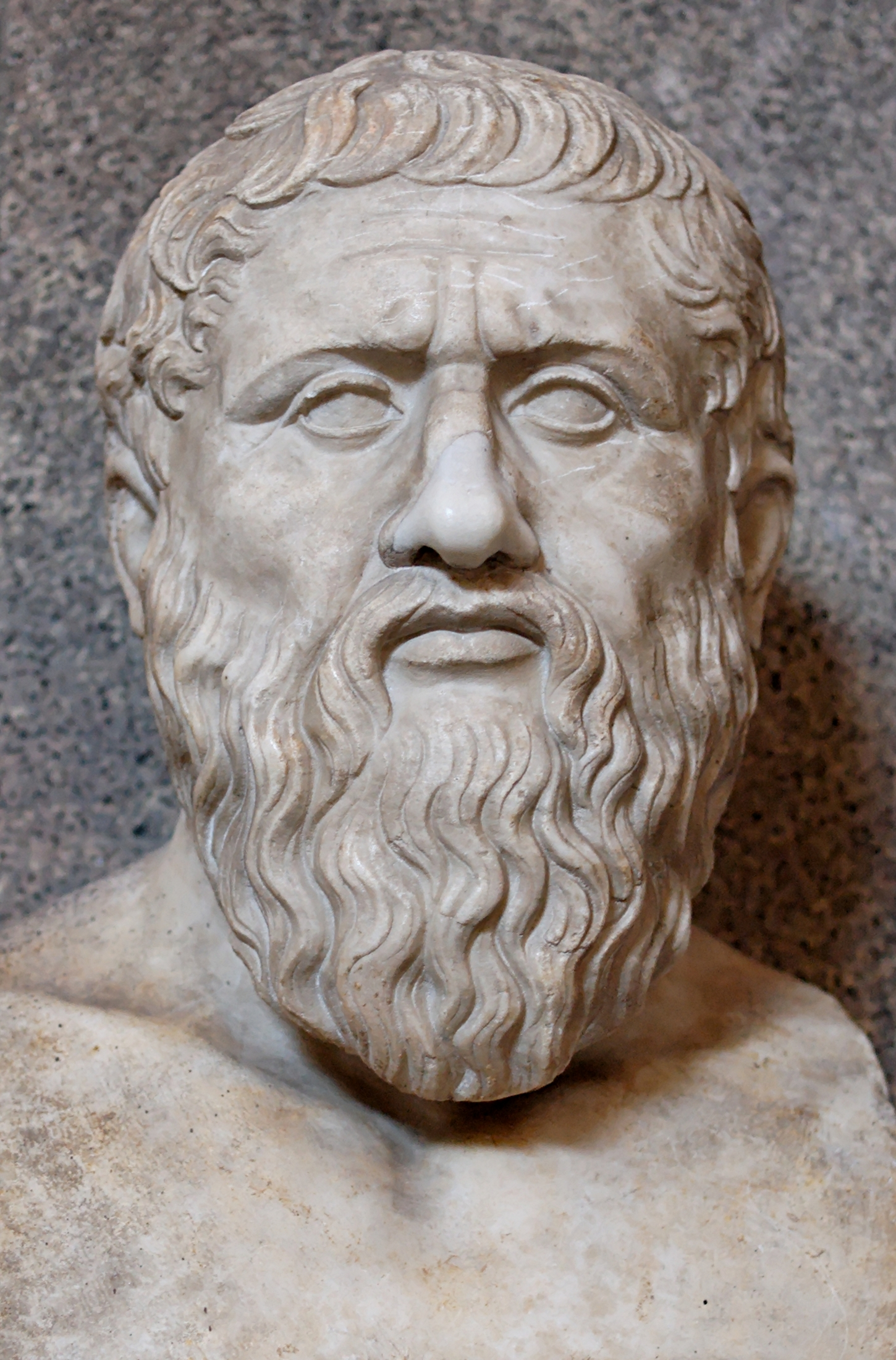
Busto de Platón.

Hecho esto, cada segmento se divide en dos partes iguales.

### Segmentados estados de la mente
Platón asocia los cuatro tipos de estados de la mente con cada uno de esos segmentos (empezando con el más corto): 
- Eikasia, la ilusión o la aprehensión de imágenes;
- Pistis, la creencia en los objetos físicos ordinarios;
- Dianoia, el tipo de razonamiento hipotético que es desarrollado por los matemáticos; y
- Noesis, 'intuición, penetración' el acceso racional al principio supremo de lo Bueno a través de la dialéctica